# Dariusz Formella
Dariusz Formella (Gdynia, 21 ottobre 1995) è un calciatore polacco, attaccante del Phoenix Rising.

## Carriera

### Club
Ha collezionato oltre 100 presenze nella massima serie polacca con varie squadre.

### Nazionale
Ha rappresentato le nazionali giovanili polacche.

## Palmarès

### Club

#### Competizioni nazionali
- Campionato polacco: 1

Lech Poznań: 2014-2015
- Supercoppa di Polonia: 2

Lech Poznań: 2015, 2016
- Coppa di Polonia: 1

Arka Gdynia: 2016-2017
- USL Championship: 1

Phoenix Rising: 2023

### Nazionale
- Torneo Quattro Nazioni Under-20: 1

2014-2015